# 共立薬科大学
共立薬科大学（きょうりつやっかだいがく、英語: Kyoritsu College of Pharmacy）は、東京都港区芝公園一丁目5番30号に本部を置いていた日本の私立大学である。1949年に設置され、2008年に廃止された。

## 概説

牧野元次郎

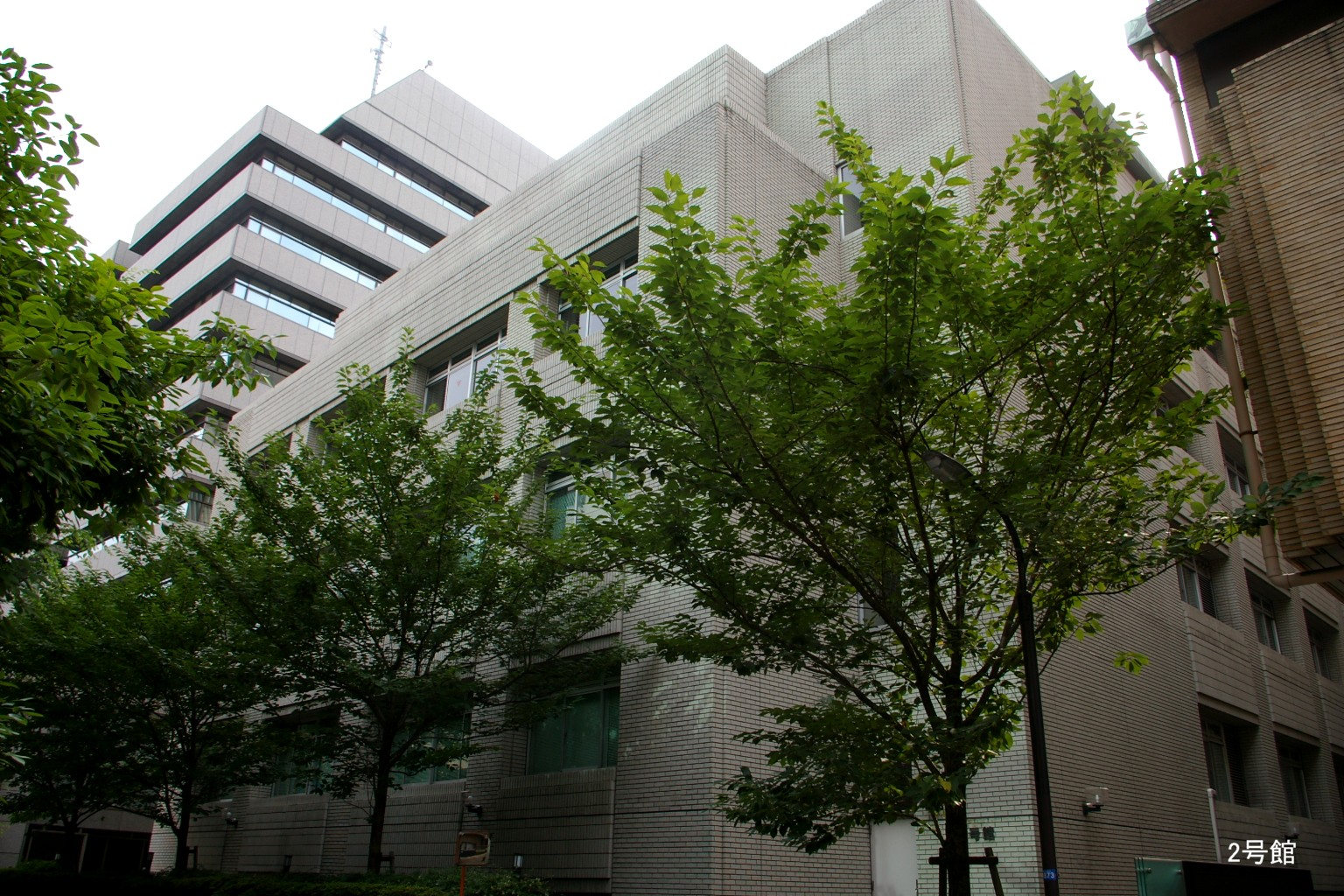
2号館

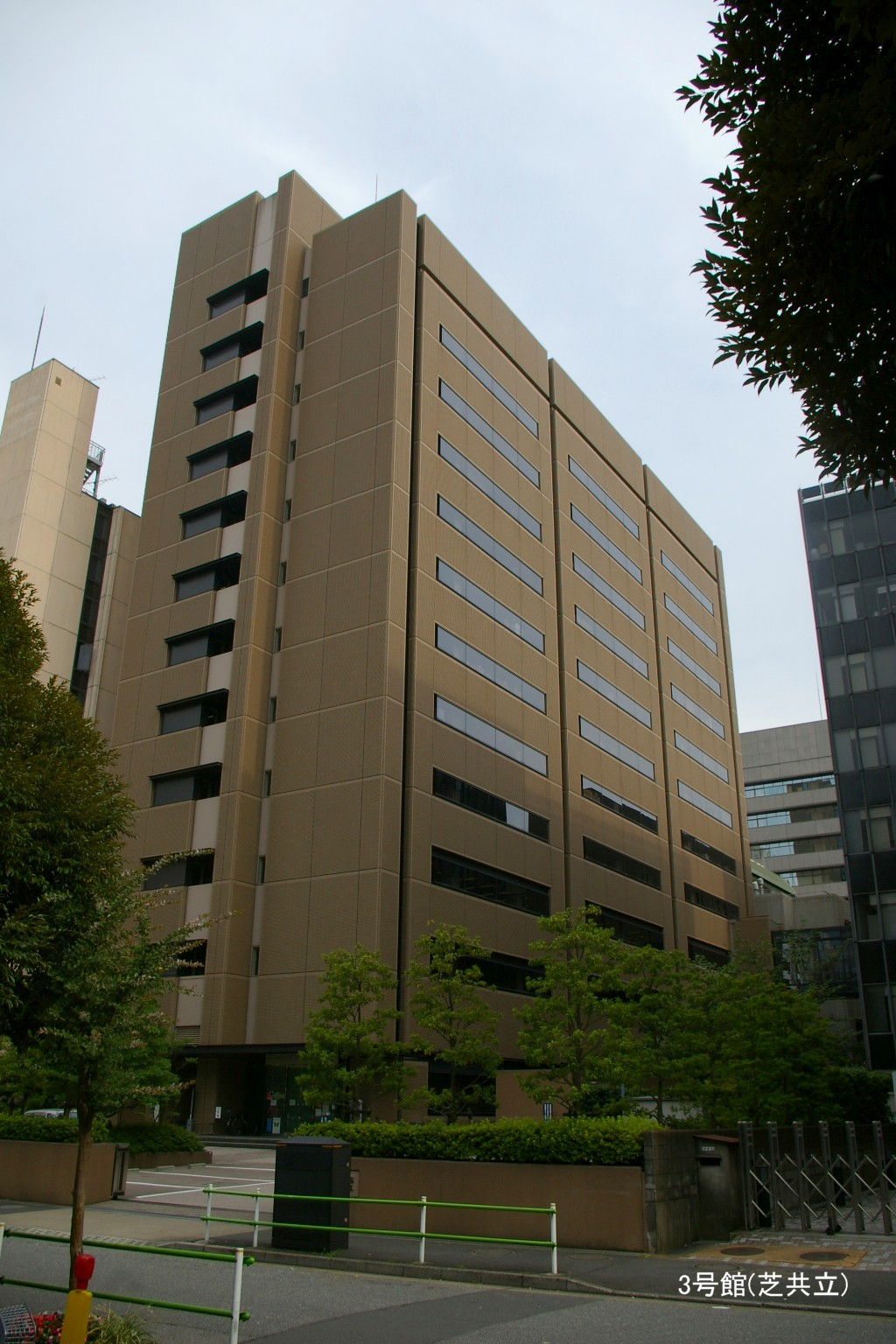
3号館

1930年、「芝・麻布共立幼稚園」の園長小島つながその子の小島昇とともに不動貯金銀行（のちの協和銀行、りそな銀行）創業者・元頭取である牧野元次郎の絶大な支援を受け、その敷地に財団法人共立女子薬学専門学校を設立。小島昇は慶應義塾理財科（現在の慶應義塾大学経済学部）卒業後、慶應時代の恩師から芝・麻布共立幼稚園の経営を任された。幼稚園の父兄や卒業生らの協力を得た小島は、幼稚園の所在地に薬学を教える専門学校を建てることを決め、1930年11月26日設立認可が下りた（共立薬科大学の設立記念日）。小島は初代理事長として薬学専門学校の経営に携わることになった。
1949年、学制改革により学校法人共立薬科大学として再発足した。「温厚和平」の建学の精神のもと実験・実習を礎とする女子のための高等教育機関として実学を基調とし製薬化学と合成化学の礎にたち永年薬剤師養成のための高等教育を行ってきた。
2006年11月創立者の小島が慶應義塾の卒業生であるという縁もあり、慶應義塾と合併の協議に入ることを発表。2007年9月文部科学省から合併が認可された。2008年4月慶應義塾と学校法人共立薬科大学は合併し、慶應義塾大学薬学部・同大学大学院薬学研究科が設置された。
現在、旧共立薬科大学のキャンパスは、慶應義塾大学薬学部芝共立キャンパス・浦和共立キャンパスとなっている。合併の理由としては、薬学部6年制移行の影響が挙げられている。

## 沿革
＜この節の主な出典： ＞
- 1930年11月26日 共立女子薬学専門学校として設立される。
- 1936年9月 東京府小金井村関野新田に薬草園を開設[2]（1965年閉鎖）。
- 1949年2月11日 学制改革により新制大学に昇格、「共立薬科大学」（女子のみ）開学（同年、学校法人共立薬科大学発足）。
- 1951年4月 旧制共立女子薬学専門学校廃止認可申請を行う[3]。
- 1966年6月 埼玉県浦和市上野田に薬用植物園を開設[4]。
- 1968年4月 生物薬学科増設。
- 1986年4月 大学院修士課程（男女共学）開設。
- 1988年4月 大学院博士後期課程（男女共学）開設。
- 1996年4月 学部を共学化。
- 2001年4月 全国で初めて大学構内に附属薬局開局。
- 2004年4月 生物薬学科を医療薬学科に改称。
- 2006年4月 医療薬学科廃止。薬学科（6年制）、薬科学科（4年制）設置。
12月 慶應義塾大学と「合併基本合意書」締結。
- 2007年3月 慶應義塾大学と「合併契約書」を締結。
6月 文部科学省に対し「学校法人慶應義塾及び学校法人共立薬科大学合併認可申請書」、及び「慶應義塾大学薬学部、慶應義塾大学大学院薬学研究科設置申請書」を提出。
9月 文部科学省から「学校法人慶應義塾及び学校法人共立薬科大学合併認可申請書」、及び「慶應義塾大学薬学部、慶應義塾大学大学院薬学研究科設置申請書」を認可。
- 2008年3月 文部科学省に対し「共立薬科大学廃止認可申請」を提出。

## キャンパス
- 芝共立キャンパス（〒105-8512 東京都港区芝公園一丁目5番30号）
本部、薬学部1～6年次。
- 浦和共立キャンパス（〒336-0977 埼玉県さいたま市緑区上野田600番地）
体育施設、薬用植物園。

## 学部
- 薬学部

平成17年度までの入学生は4年制で、3年次に以下の学科に配属された。
- 薬学科
- 医療薬学科（平成16年度に生物薬学科より改称）

平成18年度からの入学生は、入学時より以下の学科に配属される。
- 薬学科（6年制）薬剤師養成が主眼に置かれている。
- 薬科学科（4年制）研究者養成が主眼に置かれている。

## 大学院
- 薬学研究科
  - 薬学専攻
  - 医療薬学専攻

## 歴代校長、学長
- 桜井小平太 (1930 - 1931)
- 長田捷二 (1931 - 1949)
- 桜井久一 (1949 - 1950)
- 中村勇蔵 (1950.4 - 1950.7)
- 工藤鉄男 (1950.7 - 1951.8.31)
- 服部安蔵 (1951.9.1 - 1967.3.31)
- 津田恭介 (1967.4.1 - )
- 多田敬三（1984 -)
- 佐藤良博（1990 -)
- 友田正司（1993 -)
- 松井道夫（1996 -)
- 望月正隆（1999 - 2008.3.31)

## 大学関係者一覧
- 共立薬科大学の人物一覧